# Nikita Saltykov
Nikita Andreyevič Saltykov (in russo Ники́та Андре́евич Салтыко́в?; Mytišči, 11 agosto 2004) è un calciatore russo, centrocampista della Lokomotiv Mosca.

## Caratteristiche tecniche
È un trequartista che agisce dietro le punte oppure come esterno d'attacco.

## Carriera

### Club
Cresciuto nel settore giovanile del Čertanovo, esordisce in prima squadra nel 2021. Viene poi acquistato dal Kryl'ja Sovetov Samara, che lo gira in prestito prima allo Zvezda San Pietroburgo poi all'Akron Togliatti. Rientrato dal prestito si mette in luce con quattro reti in diciassette presenze, che lo portano ad essere acquistato dalla Lokomotiv Mosca.

### Nazionale
Vanta 17 presenze con le rappresentative giovanili russe Under-16 e Under-18.

## Statistiche

### Presenze e reti nei club
Statistiche aggiornate al 4 luglio 2024.
| Stagione        | Squadra                | Campionato      | Campionato | Campionato | Coppe nazionali | Coppe nazionali | Coppe nazionali | Coppe continentali | Coppe continentali | Coppe continentali | Altre coppe | Altre coppe | Altre coppe | Totale | Totale |
| Stagione        | Squadra                | Comp            | Pres       | Reti       | Comp            | Pres            | Reti            | Comp               | Pres               | Reti               | Comp        | Pres        | Reti        | Pres   | Reti   |
| --------------- | ---------------------- | --------------- | ---------- | ---------- | --------------- | --------------- | --------------- | ------------------ | ------------------ | ------------------ | ----------- | ----------- | ----------- | ------ | ------ |
| 2023-2024       | Kryl'ja Sovetov Samara | PL              | 29         | 4          | CR              | 4               | 0               |                    | -                  | -                  |             | -           | -           | 33     | 4      |
| Totale carriera | Totale carriera        | Totale carriera | 29         | 4          |                 | 4               | 0               |                    | -                  | -                  |             | -           | -           | 33     | 4      |